# Schlußakkord
Schlußakkord is een Duitse muziekfilm uit 1936 onder regie van Detlef Sierck. Destijds werd de film in Nederland uitgebracht onder de titel Slotaccoord.

## Verhaal
Hanna Müller staat uit armoede haar kind af ter adoptie. Ze emigreert vervolgens naar de Verenigde Staten met haar man. Na diens zelfmoord keert ze terug naar Duitsland. Ze gaat er werken voor een orkestdirigent en zijn vrouw, die zonder het te weten haar dochter hebben geadopteerd.

## Rolverdeling
| Acteur               | Personage            |
| -------------------- | -------------------- |
| Willy Birgel         | Mijnheer Garvenberg  |
| Lil Dagover          | Charlotte Garvenberg |
| Mária Tásnadi Fekete | Hanna Müller         |
| Maria Koppenhöfer    | Mevrouw Freese       |
| Theodor Loos         | Professor Obereit    |
| Peter Bosse          | Kleine Peter         |
| Albert Lippert       | Gregor Carl-Otto     |
| Kurt Meisel          | Baron Salviany       |
| Hella Graf           | Mevrouw Czerwonska   |
| Erich Ponto          | Juryvoorzitter       |
| Paul Otto            | Openbare aanklager   |
| Alexander Engel      | Mijnheer Smith       |
| Walter Werner        | Dr. Smedley          |
| Eva Tinschmann       | Hoofdverpleegster    |
| Erna Berger          | Sopraan              |